# George Grard

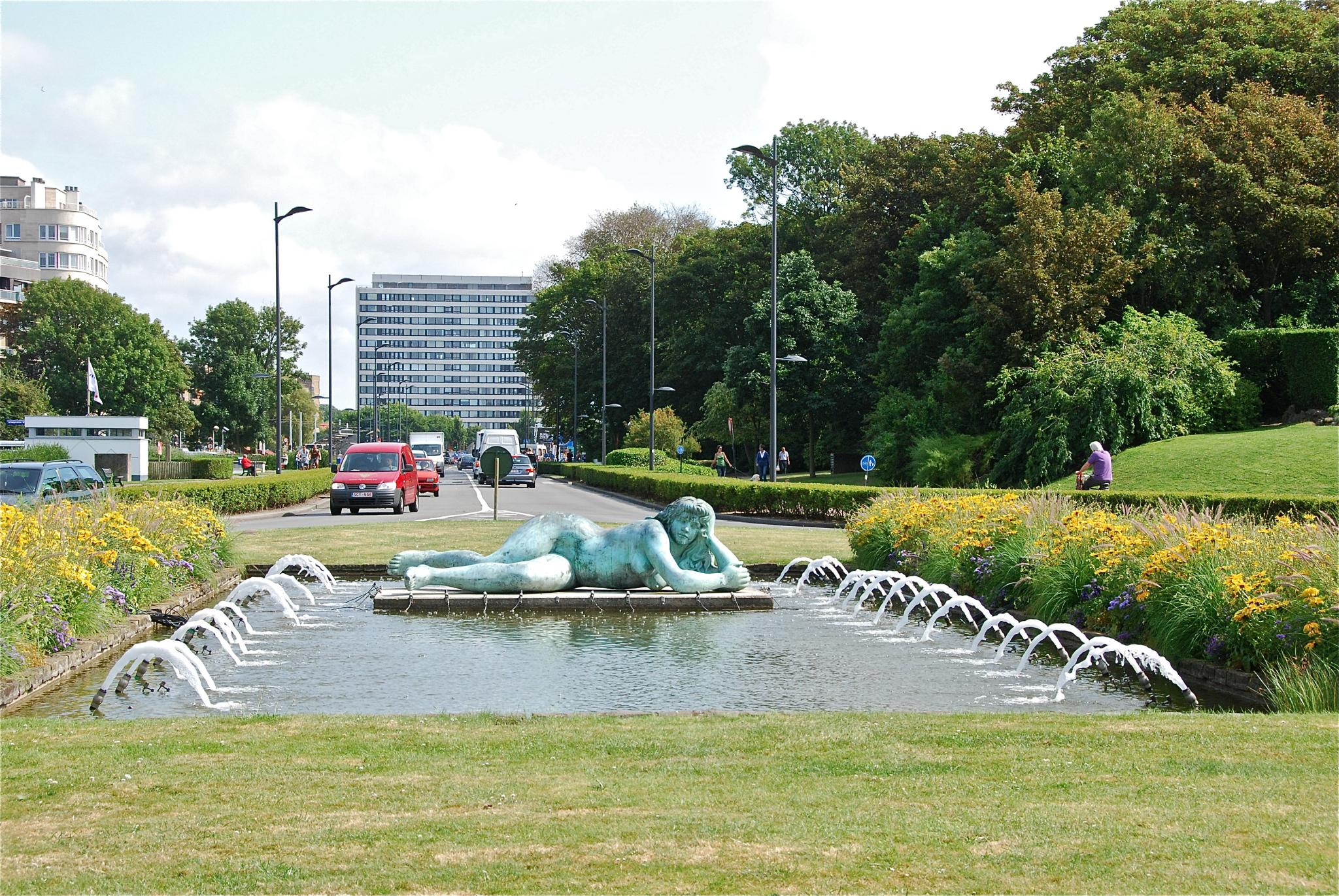
"De Zee", Leopoldpark, Oostende

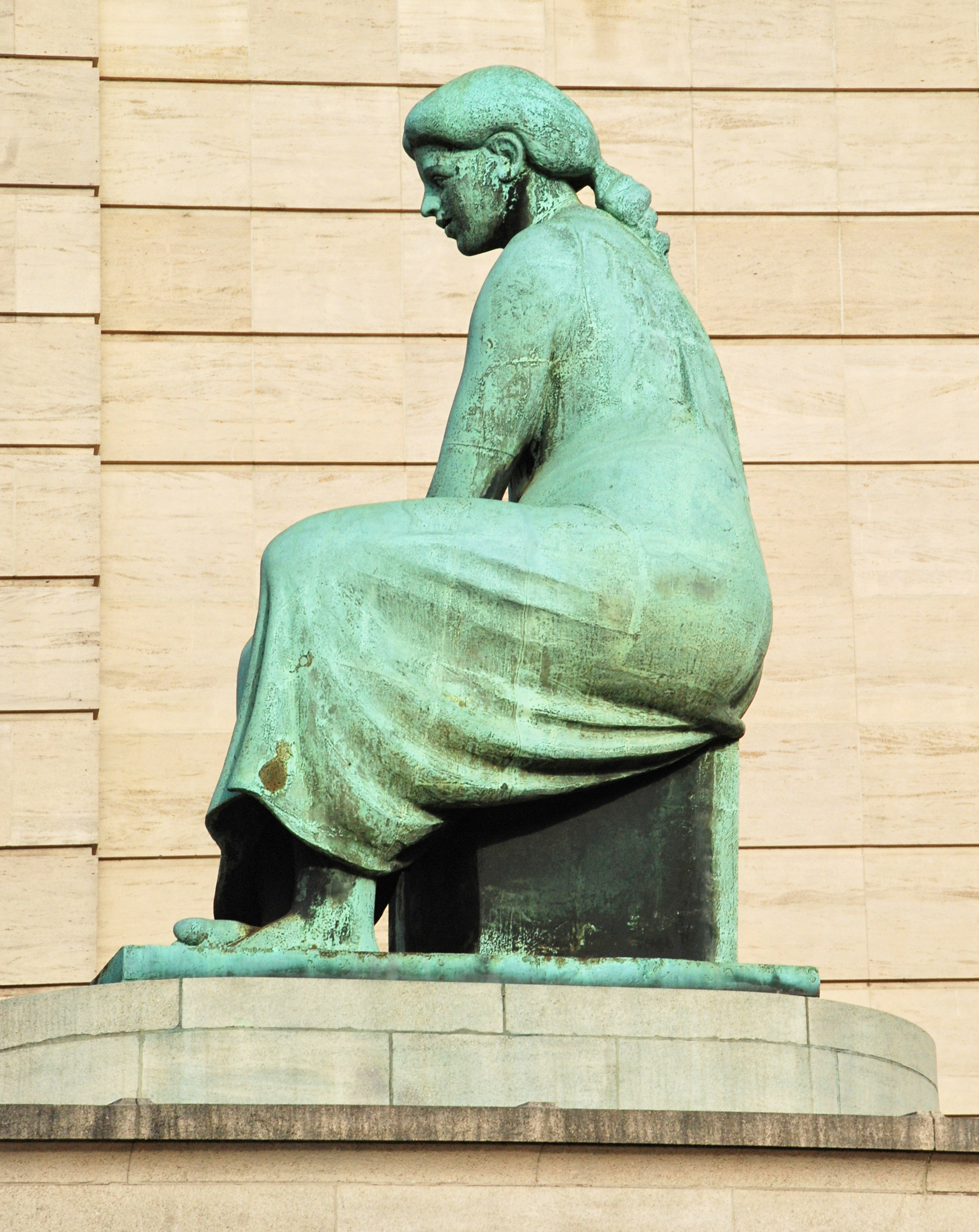
Zittende vrouw, Nationale Bank, Brussel

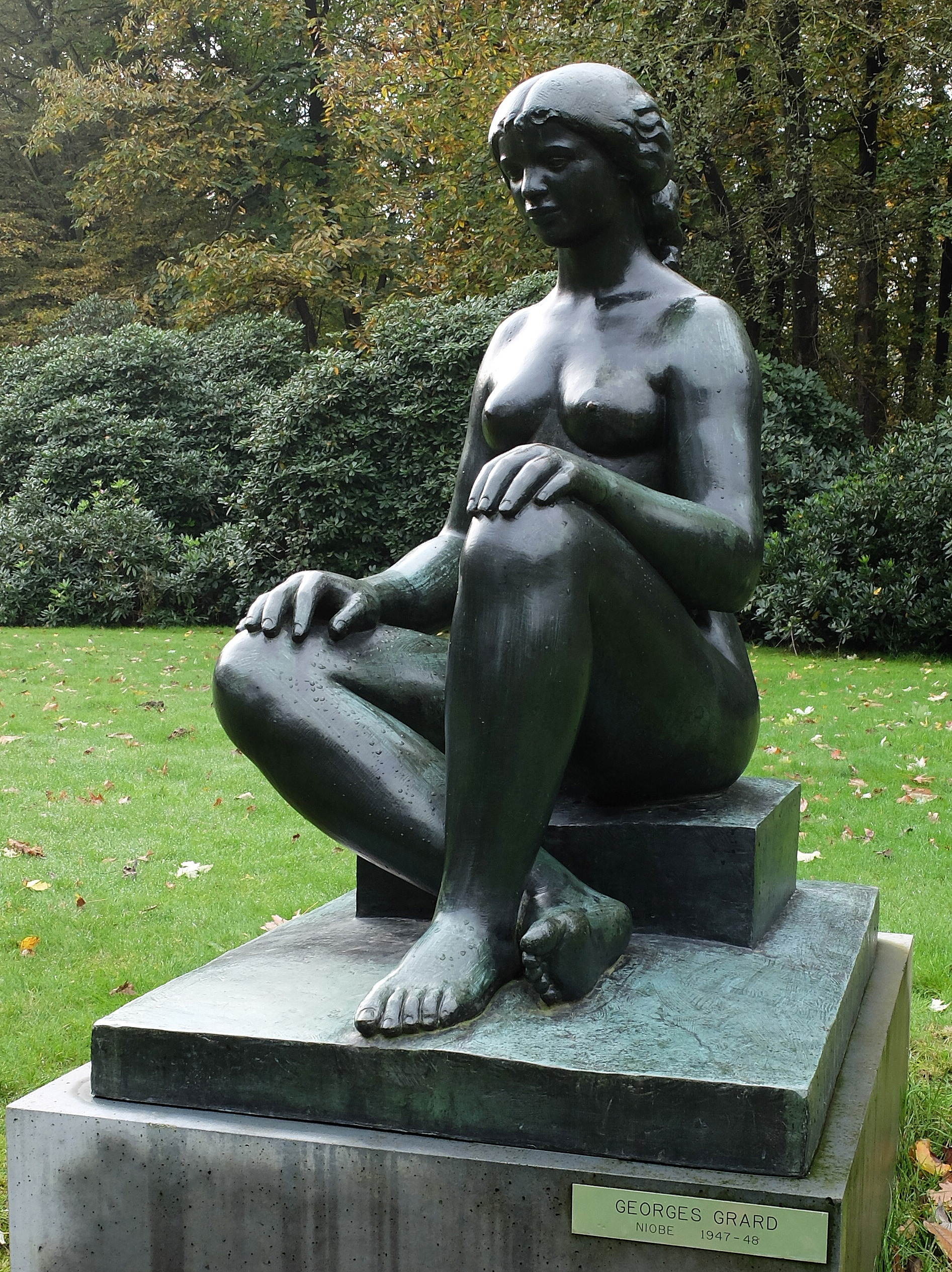
George Grard: Niobe (1948)

George Grard (Doornik, 26 november 1901 – Sint-Idesbald, 26 september 1984) was een Belgisch beeldhouwer. Hij werd bekend door monumentale werken van vrouwelijke naakten, zoals De Zee in Oostende en de Zittende vrouw bij de Nationale Bank in Brussel. Hij wordt algemeen erkend als een belangrijke figuratieve Belgische beeldhouwer.

## Levensloop
Grard volgde een opleiding aan de Académie des Beaux-Arts de la Ville de Tournai in tekenen, beeldhouwen en schilderkunst. In 1930 kreeg hij een beurs, geschonken door de stad Doornik, en behaalde de Rubensprijs van het Paleis voor Schone Kunsten te Brussel
In 1931 ging hij in Sint-Idesbald (Koksijde) in een vissershuisje wonen. Hij maakte er een atelier. Samen met nog andere kunstenaars die naar Sint-Idesbald kwamen, wegens het goede licht dat er was voor hun werken, werd de zogenaamde School van Sint-Idesbald gesticht. Onder deze kunstenaars waren onder anderen zijn goede vriend Paul Delvaux en de kunstenaars Pierre Caille, Serge Creuz, Albert Dasnoy.
In 1935 behaalde Grard de Prix de la Roseraie in het kader van de wereldtentoonstelling van 1935 te Brussel. Van dan af aan wijdde hij zich volledig aan zijn beeldhouwkunst in Sint-Idesbald.
De voorkeur van Grard ging uit naar grote bronzen beelden met als onderwerp het vrouwelijk naakt. Tot midden de jaren vijftig legde hij de nadruk op de volle, vrouwelijke vormen in zijn zittende, liggende en staande figuren. Zijn beeld De grote Afrikaanse is een keerpunt. Het is een nieuw vrouwentype, een uitgelengde, slanke figuur. Vanaf 1965 ging hij ook over op bronzen figuurtjes in klein formaat.
In 1967 werd hij lid van de Klasse der Schone Kunsten, afdeling Beeldhouwwerk van de Koninklijke Vlaamse Academie van België voor Wetenschappen en Kunsten.
In 1970 werd hij geëerd met de vijfjaarlijkse "Staatsprijs ter Bekroning van een kunstenaarsloopbaan".
Vanaf 1975 begon Grard, wegens problemen met zijn gezondheid, meer en meer te tekenen. In deze tekeningen toont hij een vrijere en meer expressieve interpretatie van het levend model. Hij overleed te Sint-Idesbald op 26 september 1984 en is begraven te Koksijde.
Francine van Mieghem, zijn echtgenote en model (en beeldhouwster) heeft in 1995 een bronzen borstbeeld van hem gemaakt als hulde aan haar leermeester. Dit borstbeeld staat op het George Grardplein te Sint-Idesbald. Zijn dochter Chantal Grard treedt met haar sculpturen eveneens in de voetstappen van haar vader.

## Oeuvre
Het volledige sculpturale werk (bronzen, terracotta en gipsen) werd van 1996 tot 2009 in het George Grard Museum getoond. De collectie omvatte ook tekeningen, ontwerpschetsen, filmfragmenten en het archief van de kunstenaar. Sinds juni 2016 is een deel van het oeuvre overgebracht naar het nieuwe Kunstencentrum Ten Bogaerde in Koksijde. Op de eerste verdieping bevindt zich de George Grardzaal met originele gipsen en tekeningen. Buiten staan acht bronzen beelden opgesteld.
Jef Ceulemans maakte de documentaire Tekens over George Grard. Deze werd in 1995 op BRTN 2 uitgezonden.

### Enkele bekende werken
- De Volheid (1947)
- De Lente (1947)
- De waternimf (1949-1950)
- Zittende vrouw (1950-1952)
- De Zee (ook Liggend Naakt genoemd) in Oostende ook bekend als "Dikke Mathille"[4] (1952-1955)
- De Grote Afrikaanse (1957-1958) (tentoongesteld op de Wereldtentoonstelling van 1958 in Brussel)
- De Aarde (1959-1960)
- Het Water (1960)
- Het water en de aarde (1962-1965)
- Adam en Eva (doopvont) (1966-1971)
- Vrouw die naar de zon kijkt (1972-1976)
- De Kwartel (1976) Openluchtmuseum van Sart-Tilman

Het biermerk Dikke Mathile is vernoemd naar De Zee in Oostende.

## Galerij

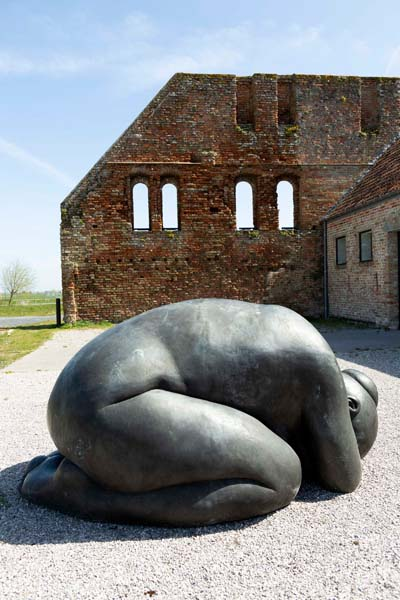
De kwartel
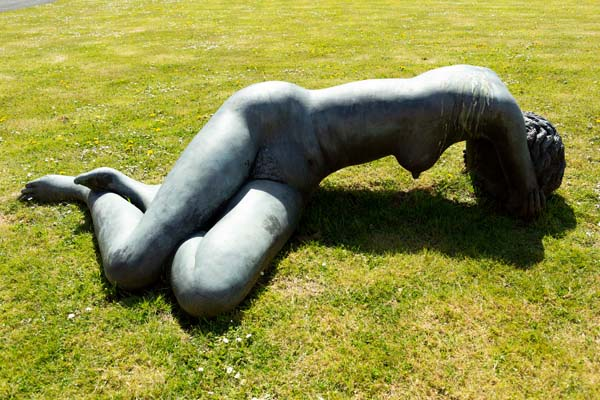
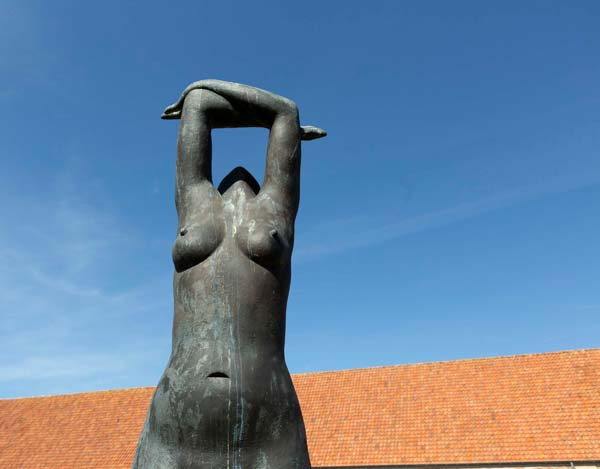
Vrouw die naar de zon kijkt
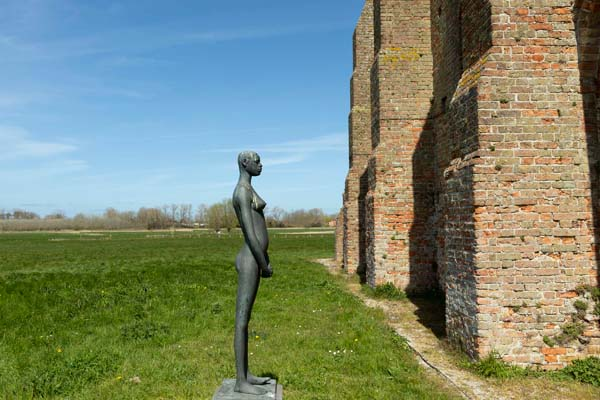
De Afrikaanse
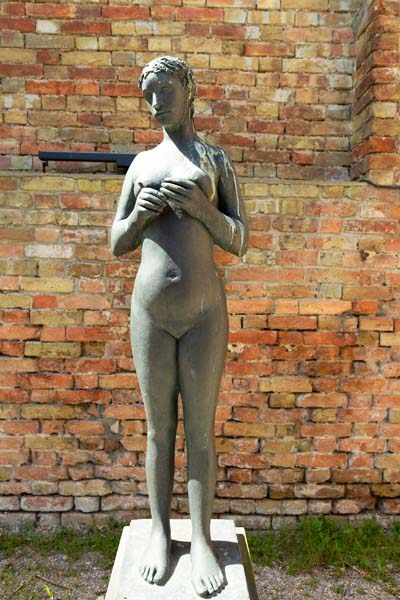
De Fluitspeelster

- Bibsys: 1581514961461
- Bibliothèque nationale de France: cb119916327 (data)
- Gemeinsame Normdatei: 119415968
- International Standard Name Identifier: 0000 0000 6677 7286
- Library of Congress Control Number: n84194929
- Nederlandse Thesaurus van Auteursnamen: 069004811
- Réseau des bibliothèques de Suisse occidentale: 02-A013653112
- RKD-Nederlands Instituut voor Kunstgeschiedenis: 33364
- Système universitaire de documentation: 086523449
- Union List of Artist Names: 500193598
- Virtual International Authority File: 54957496
- WorldCat: E39PBJymtk8KktHyQVHwH6bKh3